# Albert Nolan
Albert Nolan OP (* 2. September 1934 in Kapstadt; † 17. Oktober 2022 in Boksburg) war ein südafrikanischer römisch-katholischer Ordensgeistlicher und Theologe sowie Anti-Apartheid-Kämpfer. Er galt als „einer der herausragendsten Theologen im Widerstand gegen die Apartheid und ihre Versuche einer religiösen Rechtfertigung für Rassendiskriminierung“. Er ist einer der bekanntesten Vertreter einer „Kontextuellen Theologie“, die für eine südafrikanische Befreiungstheologie steht.

## Leben
Albert Nolan wurde 1934 in Kapstadt als Südafrikaner irischer Abstammung in der vierten Generation geboren. 1955 trat er der Ordensgemeinschaft der Dominikaner bei, studierte Philosophie und Theologie an der Ordenshochschule in Stellenbosch und wurde in Rom promoviert.
In den 1960er Jahren unterrichtete er Theologie an der dominikanischen Ausbildungsstätte in Südafrika, die mit der Universität Stellenbosch verbunden ist. In den 1970er Jahren war er nationaler Seelsorger der National Catholic Federation of Students, einer Mitgliedsorganisation der International Movement of Catholic Students (IMCS).
Von 1976 bis 1984 war er Provinzial der Dominikaner in Südafrika. 1983 wurde er vom Ordenskapitel zum Ordensmeister (Magister Ordinis) des Dominikanerordens gewählt. Er lehnte jedoch das Amt ab, das eine Versetzung an den Hauptsitz seines Ordens in Rom bedeutet hätte, und zog es vor, während dieses Jahrzehnts des intensiven politischen und sozialen Wandels in Südafrika zu bleiben. Während dieser Zeit arbeitete er für das Institut für kontextuelle Theologie und war in dem Kreis von Pfarrern und Theologen beteiligt, der den Prozess in Gang setzte, der 1985 zum Kairos Document führte. Das Kairos Document stellt sich gegen das Apartheidregime sowie einer damit verbundenen Staatskirchenideologie und löste weltweit heftige Reaktionen und Debatten aus.
In den 1990er Jahren gründete er aus seiner Überzeugung heraus, dass Theologie von der Basis und nicht von einem Akademiker kommen muss, eine radikale Kirchenzeitschrift namens Challenge, deren Herausgeber er viele Jahre lang war. Von 2000 bis 2004 war Nolan eine dritte Amtszeit als Provinzial der Dominikaner in Südafrika.
Bekannt wurde Nolan für sein 1972 erstmals veröffentlichtes Buch Jesus Before Christianity (deutsch Jesus vor dem Christentum), in dem er das radikale Engagement Jesu im Kampf für die Menschlichkeit in Judäa des ersten Jahrhunderts darlegt.
Albert Nolan starb am 17. Oktober 2022 im Alter von 88 Jahren in Boksburg bei Johannesburg.

## Ehrungen und Auszeichnungen
- Ehrendoktorwürde des Regis College in Toronto (1990)
- Order of Luthuli (OLS; 2003), Verleihung des südafrikanischen Verdienstordens durch Präsident Thabo Mbeki in Anerkennung „seines lebenslangen Einsatzes für Demokratie, Menschenrechte und Gerechtigkeit und für die Infragestellung des religiösen Dogmas einschließlich der theologischen Rechtfertigung der Apartheid“[5]
- 2008 ernannte der Ordensmeister der Dominikaner, Pater Carlos Azpiroz Costa, Nolan in Anerkennung seines bedeutenden Beitrags zur theologischen Forschung und Debatte zum Master of Sacred Theology.

## Schriften
- Jesus Before Christianity: The Gospel of Liberation, Philip 1976, ISBN 978-0-949968-59-3.
- The Service of the Poor and Spiritual Growth: Taking Sides. Catholic Institute for International Relations (CIIR)/Catholic Truth Society (CTS) 1984, ISBN 978-0-946848-40-9.
- Biblical Spirituality, Order of Preachers (Southern Africa), 1986
- God in South Africa: The Challenge of the Gospel. Philip 1986, ISBN 978-0-86486-076-7.
- Jesus Today: A Spirituality of Radical Freedom. Double Storey 2006, ISBN 978-1-77013-111-8.
- Stanslaus Muyebe (Hrsg.): Hope in an Age of Despair: And Other Talks and Writings. Orbis Books 2009, ISBN 978-1-57075-835-5